# Turnera sidoides
Turnera sidoides là một loài thực vật có hoa trong họ Lạc tiên. Loài này được L. miêu tả khoa học đầu tiên năm 1767.